# Placówka Straży Granicznej I linii „Tarnowice Stare”
Placówka Straży Granicznej I linii „Tarnowice Stare” – jednostka organizacyjna Straży Granicznej pełniąca służbę ochronną na granicy polsko-niemieckiej w okresie międzywojennym.

## Formowanie i zmiany organizacyjne
Objęcie granicy na Śląsku przez Straż Celną nastąpiło 16 czerwca 1922 roku. W Tarnowskich Górach utworzony został komisariat Straży Celnej. W ramach komisariatu powołano placówka Straży Celnej  „Tarnowice Stare”.
Rozporządzeniem Prezydenta Rzeczypospolitej Polskiej Ignacego Mościckiego z 22 marca 1928 roku, do ochrony północnej, zachodniej i południowej granicy państwa, a w szczególności do ich ochrony celnej, powoływano z dniem 2 kwietnia 1928 roku  Straż Graniczną.
Rozkazem nr 4 z 30 kwietnia 1928 roku w sprawie organizacji Śląskiego Inspektoratu Okręgowego dowódca Straży Granicznej gen. bryg. Stefan Pasławski określił strukturę organizacyjną komisariatu SG „Tarnowskie Góry”. Placówka Straży Granicznej I linii „Tarnowice Stare” znalazła się w jego strukturze.

## Służba graniczna
Sąsiednie placówki:
- placówka Straży Granicznej I linii „Strzybnica” ⇔ placówka Straży Granicznej I linii „Repty Nowe” − 1928

## Kierownicy/dowódcy placówki
| stopień    | imię i nazwisko       | okres pełnienia służby | kolejne stanowisko |
| ---------- | --------------------- | ---------------------- | ------------------ |
| przodownik | Stanisław Kazimierski | był X 1932             |                    |
| przodownik | Józef Lasończyk       | był I 1936             |                    |